# Facebook Dynamic Products Ads
Facebook DPA o Dynamics Products Ads es una herramienta establecida por Facebook donde se le permite al anunciante montar varios anuncios y convertirlo en uno solo creando un tipo de slideshow para ello, por ejemplo, si un anunciante tiene varios productos con Facebook Dynamics Products Ads puede montar todos ellos en una sola vitrina virtual.
Los anuncios dinámicos ayudan a reforzar el interés de los clientes porque destacan productos que las personas vieron en tu sitio web o aplicación para celulares. Incluso te proporcionamos informes sobre cuáles anuncios dan mejores resultados.
Gracias a un pixel de rastreo los anuncios pueden irse optimizando automáticamente dependiendo de lo que suceda en la tienda. La navegación en el sitio va determinando que artículos de muestran en el anuncio y si se hace una compra, ese artículo jamás vuelve a ser mostrado.

## Características
- Funciona en móvil, escritorio y a través de dispositivos
- Se basa en actividad real en nuestro sitio/tienda
- Se puede usar todo el catálogo de un negocio